# Linhai
Pour les articles homonymes, voir Linhai (homonymie).
Linhai (chinois : 临海市 ; pinyin : línhǎishi) est une ville de la province du Zhejiang en Chine. C'est une ville-district placée sous la juridiction administrative de la ville-préfecture de Taizhou. On y parle le wu ainsi que le mandarin.

## Démographie
La population du district était de 1 028 813 habitants en 2010.

## Culture et religions
Linhai est le siège de l'évêché catholique du diocèse de Taichow (Taizhou), qui compte environ 8 000 fidèles.
La mairie de Linhai a entrepris depuis une décennie la reconstruction à l'identique des temples, portes, parcs et jardins qui avaient été endommagés tout au long du vingtième siècle, en faisant une ville plus plaisante de nos jours.

## Économie
La ville et ses environs montagneux sont propices à la culture des orangers sur les coteaux au sol calcaire. Ils assurent notamment l'approvisionnement en oranges de la ville de Hangzhou à l'occasion des fêtes.

## Personnalités de la ville
- Jia Sidao (1213 — 1275, Dynastie Song du Sud.